# گری سی. بجورکلوند
گری سی. بجورکلوند (انگلیسی: Gary C. Bjorklund) یک فیزیک‌دان اهل ایالات متحده آمریکا است.